# Adolphe Pégoud

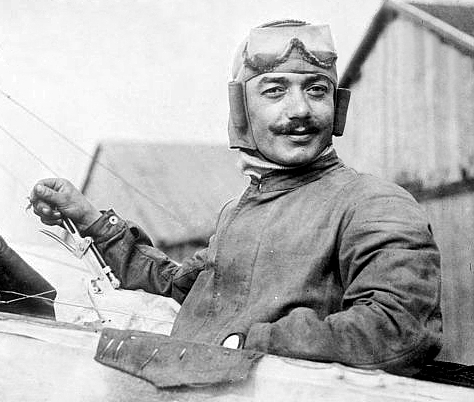
Adolphe Pégoud

Célestin Adolphe Pégoud (* 13. Juni 1889 in Montferrat, Département Isère; † 31. August 1915 bei Petit-Croix, Territoire de Belfort) war ein französischer Flugpionier.
Ihm gelang es als zweitem Piloten nach Pjotr Nesterow, eine vollständige Schleife (Looping) zu fliegen. Es ist unklar, ob er vom Looping Nesterows gewusst hat oder ihn unabhängig davon ein zweites Mal erfunden hat. Im Ersten Weltkrieg diente er als Jagdpilot. Er war der erste Pilot, der wegen seiner Luftsiege als Fliegerass bezeichnet wurde.

## Lebenslauf

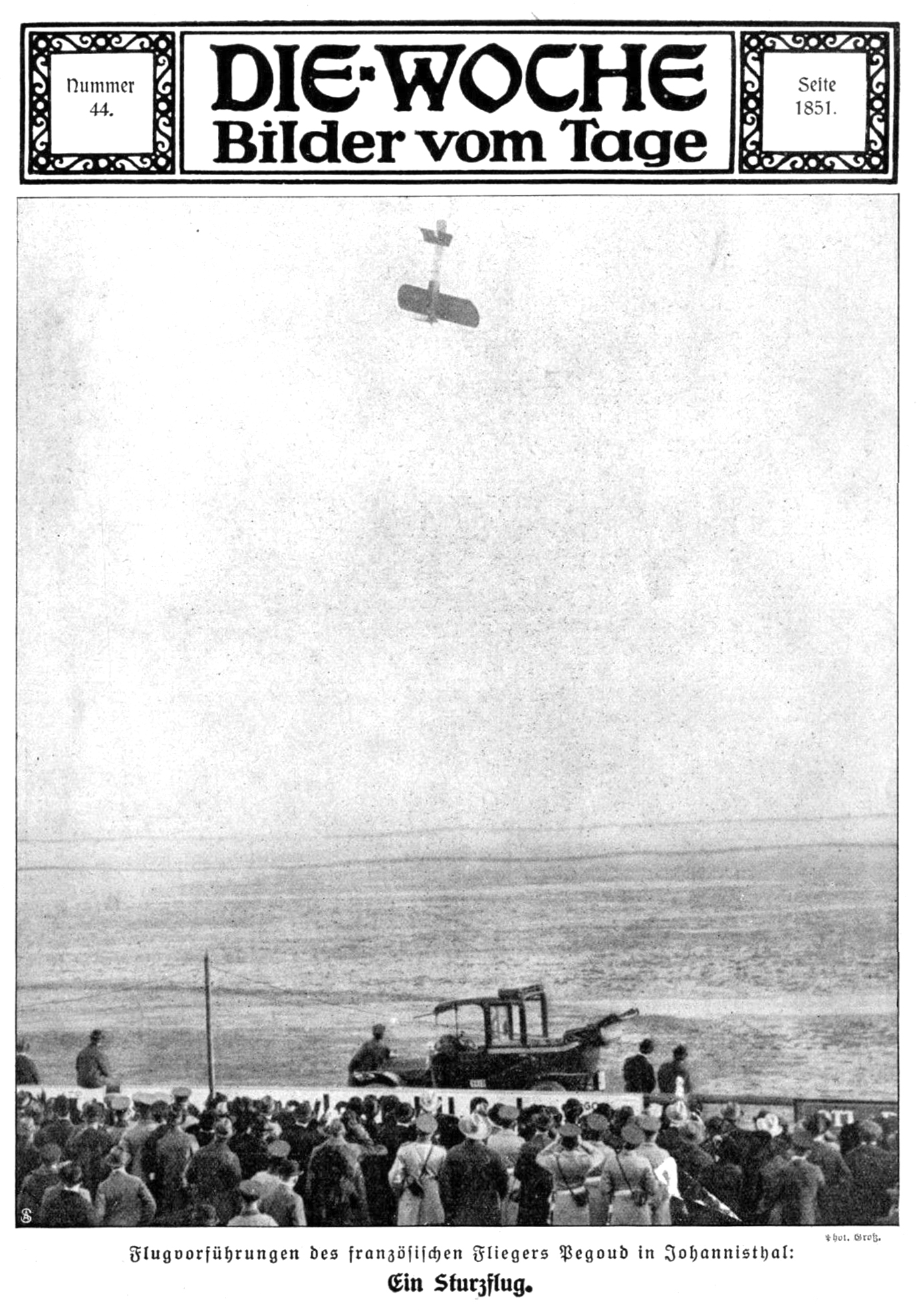
Die Woche berichtet über die Flugvorführungen von Adolphe Pégoud am 25. Oktober 1913 mit einer Bleriot auf dem Flugplatz Berlin-Johannisthal

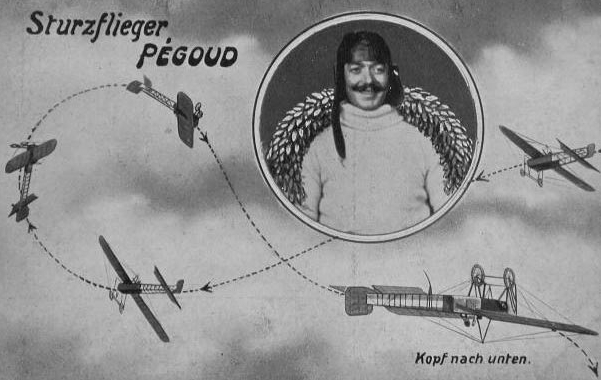
Historische Postkarte von 1913

Pégoud entstammte einer Bauernfamilie. Der Militärdienst bot einem Bauernjungen die Chance, der Feldarbeit zu entgehen und etwas von der Welt draußen zu sehen. Er meldete sich daher am 8. August 1907 für 5 Jahre zur Kavallerie. Zunächst diente er beim 5. Regiment der Chasseurs d’Afrique. Nach seiner Rückkehr wurde er zum 2. Husarenregiment nach Gray (Département Haute-Saône) versetzt, wo ihm der Fliegeroffizier Louis Carlin ersten Flugunterricht erteilte.
Nach Ablauf seiner Dienstzeit im Frühjahr 1913 erwarb er den Pilotenschein und wurde von Louis Blériot als Testpilot eingestellt. Am 19. August 1913 gelang ihm als erster Pilot in der Geschichte der Luftfahrt ein erfolgreicher Fallschirmabsprung aus einem Flugzeug, das für diesen Zweck geopfert wurde. Wenig später wurde er europaweit bekannt, weil es ihm gelang, eine vollständige Schleife – einen Looping – zu fliegen. Wenige Wochen nachdem der russische Militärpilot Nesterow einen ersten Looping gedreht hatte, der jedoch der Öffentlichkeit zunächst unbekannt blieb. Ein Looping gehörte ab da fest zu Pégouds Repertoire und machte aus ihm einen der ersten Starpiloten. Hunderttausende Zuschauer strömten zu seiner spektakulären Flugveranstaltung am 25. Oktober 1913 zum Flugplatz Johannisthal in Berlin, bei der er unter anderem Messer-, Rücken-, Sturzflug, Rolle und Looping vorführte.
Mit Beginn des Ersten Weltkrieges wurde Pégoud eingezogen und zunächst bei der Verteidigung von Paris eingesetzt. Im April 1915 erfolgte die Versetzung nach Reims. Er errang sechs Luftsiege, für die er mehrfach ausgezeichnet und in Tagesbefehlen der französischen Armee erwähnt wurde. Am 31. August 1915 kam er ums Leben, als er bei Petit-Croix nahe Belfort abgeschossen wurde.

## Auszeichnungen
- Medaille Militaire
- Croix de guerre
- mehrere Erwähnungen in Tagesbefehlen
- Ritter der Ehrenlegion